# Bataille d'Ajristan (2014)
Pour les articles homonymes, voir bataille d'Ajristan.
Guerre d'Afghanistan
La bataille d'Ajristan a lieu du 21 au 26 septembre 2014 pendant la guerre d'Afghanistan.

## Déroulement
Le 21 septembre 2014, les Taliban lancent une offensive dans le district d'Ajristan, dans la province de Ghazni. 700 combattants islamistes prennent part à l'attaque.
Le 26 septembre, après cinq jours de combats, le premier bilan fait état de 80 à 100 morts, tant civils que militaires. Les Taliban décapitent également 15 personnes dans quatre villages,.
Ce jour-là, Abdullah Safi, commandant en second de la police de la région, affirme que le gouvernement provincial de Ghazni n'a plus aucun contact avec les forces de sécurité du district d'Ajrestan.
Le 27, quatre taliban sont faits prisonniers, puis pendus par des villageois à Arzakaï.